# Nerlens Noel
Nerlens Noel (Everett, 10 aprile 1994) è un cestista statunitense.
La sua carriera di basket collegiale presso l'Università del Kentucky si è conclusa alla sua prima stagione con la rottura del legamento crociato anteriore (LCA) . Nerlens è stato chiamato con la sesta scelta assoluta nel Draft NBA 2013 dai New Orleans Pelicans. In seguito fu scambiato ai Philadelphia 76ers. Gioca nei ruoli di centro o ala grande ed era considerato uno dei migliori giocatori di basket di scuola superiore della classe del 2012.

## Carriera

### NBA draft
Previsto da molti come la probabile prima scelta al Draft NBA 2013, in realtà perde molte posizioni, a causa anche di un grave infortunio al ginocchio che l'avrebbe tenuto fermo ancora molti mesi, e viene selezionato come sesta scelta assoluta dai New Orleans Pelicans. I Pelicans decidono però di scambiarlo immediatamente, e nella stessa notte del draft concludono una trade con i Philadelphia 76ers scambiandolo con Jrue Holiday.

### Philadelphia 76ers (2013–2017)
Il 12 luglio 2013, la trade che prevede Noel ai 76ers viene concretizzata. Il 24 settembre 2013 firma con i 76ers. Ha saltato tutta la stagione 2013-2014 per via del recupero dall'infortunio al ginocchio patito nella stagione precedente in NCAA.

### Dallas Mavericks (2017)
Il 23 febbraio 2017 viene ceduto ai Dallas Mavericks in cambio di Andrew Bogut, Justin Anderson ed una scelta protetta al primo turno del NBA Draft 2017. Il suo debutto con i Mavericks avviene due giorni più tardi, in quella partita mette a referto 9 punti e 10 rimbalzi partendo dalla panchina in una vittoria 96-83 contro i New Orleans Pelicans. Il 3 marzo 2017 Nerlens parte nel quintetto titolare e registra il suo career high con 17 rimbalzi e 15 punti nella vittoria per 104-100 sui Memphis Grizzlies.

### Oklahoma City Thunder (2018-2020)
Il 1 luglio 2018 firma un contratto di due anni con Oklahoma City Thunder.

## Statistiche

### NCAA
| Anno      | Squadra           | PG | PT | MP   | TC%  | 3P% | TL%  | RP  | AP  | PRP | SP  | PP   |
| --------- | ----------------- | -- | -- | ---- | ---- | --- | ---- | --- | --- | --- | --- | ---- |
| 2012-2013 | Kentucky Wildcats | 24 | 24 | 31,9 | 59,0 | -   | 52,9 | 9,5 | 1,6 | 2,1 | 4,4 | 10,5 |

#### Massimi in carriera
- Massimo di punti: 19 vs Texas A&M (2 febbraio 2013)[8]
- Massimo di rimbalzi: 16 vs Baylor (1º dicembre 2012)
- Massimo di assist: 6 vs Texas A&M (12 gennaio 2013)
- Massimo di palle rubate: 6 vs Baylor (1º dicembre 2012)
- Massimo di stoppate: 12 vs Mississippi (29 gennaio 2013)
- Massimo di minuti giocati: 41 vs Texas A&M (2 febbraio 2013)

### NBA

#### Regular season
| Anno      | Squadra            | PG  | PT  | MP   | TC%  | 3P%  | TL%  | RP  | AP  | PRP | SP  | PP   |
| --------- | ------------------ | --- | --- | ---- | ---- | ---- | ---- | --- | --- | --- | --- | ---- |
| 2013-2014 | Philadelphia 76ers | -   | -   | -    | -    | -    | -    | -   | -   | -   | -   | -    |
| 2014-2015 | Philadelphia 76ers | 75  | 71  | 30,8 | 46,2 | -    | 60,9 | 8,1 | 1,7 | 1,8 | 1,9 | 9,9  |
| 2015-2016 | Philadelphia 76ers | 67  | 62  | 29,3 | 52,1 | 50,0 | 59,0 | 8,1 | 1,8 | 1,8 | 1,5 | 11,1 |
| 2016-2017 | Philadelphia 76ers | 29  | 7   | 19,4 | 61,1 | 0,0  | 68,3 | 5,0 | 1,0 | 1,4 | 0,9 | 8,9  |
| 2016-2017 | Dallas Mavericks   | 22  | 12  | 22,0 | 57,5 | -    | 70,8 | 6,8 | 0,9 | 1,0 | 1,1 | 8,5  |
| 2017-2018 | Dallas Mavericks   | 30  | 6   | 15,7 | 52,4 | 0,0  | 75,0 | 5,6 | 0,7 | 1,0 | 0,7 | 4,4  |
| 2018-2019 | Oklahoma Thunder   | 77  | 2   | 13,7 | 58,7 | -    | 68,4 | 4,2 | 0,6 | 0,9 | 1,2 | 4,9  |
| 2019-2020 | Oklahoma Thunder   | 61  | 7   | 18,5 | 68,4 | 33,3 | 75,5 | 4,9 | 0,9 | 1,0 | 1,5 | 7,4  |
| 2020-2021 | N.Y. Knicks        | 64  | 41  | 24,2 | 61,4 | 0,0  | 71,4 | 6,4 | 0,7 | 1,1 | 2,2 | 5,1  |
| 2021-2022 | N.Y. Knicks        | 25  | 11  | 22,5 | 53,3 | 0,0  | 70,0 | 5,6 | 0,9 | 1,2 | 1,2 | 3,4  |
| 2022-2023 | Detroit Pistons    | 14  | 3   | 10,8 | 40,0 | 50,0 | 70,0 | 2,6 | 0,5 | 0,9 | 0,6 | 2,3  |
| 2022-2023 | Brooklyn Nets      | 3   | 1   | 14,3 | 16,7 | -    | 50,0 | 3,0 | 1,0 | 1,0 | 0,3 | 1,0  |
| Carriera  | Carriera           | 467 | 223 | 22,0 | 54,6 | 20,0 | 65,5 | 6,1 | 1,1 | 1,3 | 1,5 | 7,1  |

#### Play-off
| Anno     | Squadra          | PG | PT | MP   | TC%  | 3P% | TL%  | RP  | AP  | PRP | SP  | PP  |
| -------- | ---------------- | -- | -- | ---- | ---- | --- | ---- | --- | --- | --- | --- | --- |
| 2019     | Oklahoma Thunder | 5  | 0  | 12,0 | 60,0 | -   | 0,0  | 3,8 | 0,0 | 0,4 | 0,6 | 4,8 |
| 2020     | Oklahoma Thunder | 7  | 0  | 13,9 | 47,1 | 0,0 | 50,0 | 4,1 | 0,4 | 0,3 | 0,7 | 3,0 |
| 2021     | N.Y. Knicks      | 5  | 2  | 18,4 | 50,0 | -   | 81,3 | 4,0 | 0,2 | 0,8 | 0,6 | 4,6 |
| Carriera | Carriera         | 17 | 2  | 14,7 | 53,2 | 0,0 | 64,3 | 4,0 | 0,2 | 0,5 | 0,6 | 4,0 |

#### Massimi in carriera
- Massimo di punti: 30 vs Los Angeles Clippers (27 marzo 2015)[9]
- Massimo di rimbalzi: 17 (2 volte)
- Massimo di assist: 6 vs Milwaukee Bucks (10 novembre 2019)
- Massimo di palle rubate: 7 vs Washington Wizards (17 marzo 2016)
- Massimo di stoppate: 9 vs Indiana Pacers (20 febbraio 2015)
- Massimo di minuti giocati: 47 vs New York Knicks (18 gennaio 2016)

## Palmarès
- NBA All-Rookie First Team (2015)